# Perturbador
Un perturbador o inhibidor de frecuencias es un dispositivo electrónico que impide o dificulta las radiocomunicaciones en un determinado espectro de frecuencias mediante interferencias intencionadas.
Se compone básicamente de un generador de señal y un transmisor. El primero genera una señal que es enviada a través del segundo con una potencia determinada según la necesidad. Esta señal carece de información útil, únicamente es una señal generada por un oscilador o generador de onda. Esta, al emitirse con mayor potencia que los sistemas de transmisión a interferir, las suprime, evitando que emisor y receptor establezcan la comunicación.
Se utiliza principalmente por motivos de seguridad o con intenciones de sabotaje. ETIMOLOGÍA:
El nombre dado, inhibidor de señales, fue inicialmente mencionado en el hospital Alejandro Korn de la localidad de Melchor Romero por un técnico en electrónica internado en este neuropsiquiátrico a principio del año 2013 a fin de bloquear las señales eco lingüísticas generadas en el ambiente para que no sean percibidas y captadas por los transmisores de radiocomunicación. Este detalle se dio a conocer tras la fluidez de conversación en su momento entre él paciente y el estudio radiofónico teniendo como único medio de comunicación entre ambos bandos una radio digital portátil de AM/FM. En principio este sería el origen por el cual se ha nombrado a este dispositivo para bloquear las señales de audio que podrían recibir los estudios radiofónicos. Otra denominación al voleo da lugar en 2018 a la creación de los controles remotos que se accionan por sonido. En primer lugar se determinó para este derivado la necesidad de crear GPS's de transportes que se accionen por voz con reconocimiento de timbre para evitar fraudes y robos a fin de que se pueda bloquear el sistema y por ende inhabilitar el transporte. Para ello el GPS pediría la grabación de voz por parte del usuario grabando en el sistema el reconocimiento del tono de voz, aparte de evitar de esta manera accidentes de tránsito ya que no habría necesidad de utilizar las manos propiamente dicho. Otro detalle a determinar, cabe destacar, que esté último concepto surgió también en un psiquiátrico, está vez en el 2018, exactamente en el Hospital José Tiburcio Borda junto al bosquejo de la bomba cuántica, nombrado de esta manera por las estelas qué dibujan en el aire los proyectiles lanzados, los cuales funcionan por el principio de la hitéresis magnética, no habiendo presedentes hasta entonces por lo cual se asienta su alto poder destructivo.

## Seguridad
Actualmente podemos encontrar una diversa cantidad de dispositivos inhibidores o perturbadores. Entre ellos encontramos:
- Inhibidores GPS
- Inhibidores para Radares
- Inhibidores para Móviles (Telefonía Móvil AMPS/GSM/CDMA, etc.)
- Inhibidores para Dispositivos Infrarrojos
- Inhibidores RF (Radio Frecuencia)
- Inhibidores de Video
- Inhibidores de Audio por Radio Frecuencia (aplicaciones contra-espionaje)
- Inhibidores de Wi-Fi
- Inhibidores de drones

### Vehículos
En la mayor parte de los vehículos oficiales o con riesgo de ataques tanto terroristas como de fuerzas atacantes, vienen incorporados perturbadores de señal que interfieren sobre las frecuencias más habituales para el uso en activación de explosivos a distancia. Dependiendo del nivel de seguridad requerido el sistema interferirá en mayor o menor grado sobre las transmisiones que rodean al vehículo.

### Edificios
En determinadas áreas de seguridad es necesaria la cancelación de comunicaciones en ambos sentidos. Principalmente para evitar el espionaje y las comunicaciones no autorizadas con el exterior mediante transmisores, tanto teléfonos móviles, cámaras, micrófonos, transmisiones de datos, etc. Aunque estos dispositivos pueden bloquear las frecuencias más convencionales, no puede bloquear todas las frecuencias del espectro electromagnético. El método más seguro conocido es la jaula de Faraday.

## Sabotaje
Mediante el uso de este tipo de dispositivos una persona o colectivo puede llevar a cabo acciones protesta bloqueando o produciendo "perturbaciones" en las comunicaciones de una empresa, gobierno, colectivo. Un ejemplo son los perturbadores de GPS y GSM usados por ladrones para anular alarmas de robo, en el primer caso para evitar la localización de vehículos robados y en el segundo para eliminar el sistema de comunicación de respaldo vía GSM que se activa al cortar la línea telefónica convencional en alarmas de edificios y cajas de seguridad.

## Biología
También es aplicado como insecticida, a una frecuencia de 20.000Hz.